# 済州海峡
済州海峡（さいしゅうかいきょう、チェジュかいきょう）は、大韓民国本土と済州島との間にある海峡である。
暖流である対馬海流が流れ、この影響で済州島は比較的暖かい。そのため済州島はリゾートの島となり、韓国では「韓国のハワイ」と呼ばれている。